# 養源寺 (大田区)
養源寺（ようげんじ）は、東京都大田区池上にある、日蓮宗の寺院で池上本門寺の子院。池上七福神の一つ。山号は長荘山。池上神楽坂法縁。

## 歴史
- 1648年（慶安元年）松平隆政の母、養源院殿妙荘日長大姉の発願で荏原郡浜竹村の本成寺を現在地に移し養源寺と改称し開創。
- 1804年（文化元年）火災で全焼。以来智海院日勝を初代として1945年（昭和20年）まで尼寺であった。

## 交通アクセス
- 東急池上線池上駅から徒歩10分（経路案内）。

## 関連文献
- 「池上村 養源寺」『新編武蔵風土記稿』 巻ノ45荏原郡ノ7、内務省地理局、1884年6月。NDLJP:763981/82。